# Ла Фајола (Рим)
Ла Фајола је насеље у Италији у округу Рим, региону Лацио.
Према процени из 2011. у насељу је живело 64 становника. Насеље се налази на надморској висини од 358 м.